# Urbano da Macedônia
Urbano da Macedônia foi um dos Setenta Discípulos. Junto com Ampliato, Estácio, Narciso, Apeles e Aristóbulo, ele foi um ajudante de Santo André, que também foi quem o ordenou bispo da Macedônia.
Ele morreu mártir.

## Fonte
Assim como diversos outros santos, Urbano teve sua vida contada no livro Prólogo de Ohrid, de São Nikolai Velimirovic.